# Óscar Figueroa
Óscar Albeiro Figueroa Mosquera (Zaragoza, 27 de marzo de 1983) es un ex levantador de pesas colombiano que competía en la categoría de los 62 kilogramos. 
Fue plata en los Juegos Olímpicos de Londres 2012, oro en los Juegos Panamericanos de Guadalajara 2011 y oro en los Juegos Olímpicos de Río de Janeiro 2016. Es uno de los 8 colombianos poseedores de dos medallas olímpicas junto a Caterine Ibargüen en triple salto, los ciclistas Mariana Pajón y Carlos Ramírez Yepes, la luchadora Jackeline Rentería, la judoca Yury Alvear, el tirador Helmut Bellingrodt y el también pesista Luis Javier Mosquera.
Figueroa es el decimotercer medallista olímpico en la historia de Colombia, el cuarto en ganar una medalla de plata y el tercero en ganar una medalla de oro, siendo el primer varón en Colombia en conseguir una medalla dorada en los Juegos Olímpicos. Igualmente es el cuarto halterófilo colombiano en ganar una medalla en los Juegos Olímpicos y el único en lograr batir un récord olímpico. Es el primer halterófilo colombiano en ser campeón mundial juvenil, y el único en ser medallista en un campeonato mundial juvenil y de mayores, lo hizo en 2001 y 2006, respectivamente.

## Biografía
Oscar nació en Zaragoza, Antioquia. Hijo de Ermelinda Mosquera y Jorge Isaac Figueroa, es el segundo de cuatro hermanos de una familia de tradición minera y de pescadores. Su familia, oriunda de Tadó en Chocó se radicó en Zaragoza. Estudió en la escuela local del municipio, hasta que los hechos violentos que se presentaron en la región por enfrentamientos entre paramilitares y la guerrilla, sumado a la falta de oportunidades de trabajo,  motivó a sus padres a radicarse fuera de éste cuando Figueroa tenía 9 años.  Su familia llegó al municipio de Cartago en el Valle del Cauca, a vivir junto con unos familiares hasta que arrendaron un rancho.
Una vez establecida su familia, Figueroa comenzó con la práctica de varios deportes, entre ellos el fútbol, baloncesto, karate y el levantamiento de pesas, pero es en este último donde mostró aptitudes, ya que incluso llegó a levantar casi el doble de su peso corporal en un entrenamiento. El pesista no se dedicó a practicar de manera regular hasta el momento en que su profesor de educación física se lo aconsejó dada su contextura y fuerza. De chico no era un gran interesado por el estudio, razón por la que decidió dedicar más tiempo al deporte, y comenzó a entrenar durante horas en la mañana y la tarde.
Tras ganar un campeonato local, el entrenador de la Liga Vallecaucana de Halterofilia, Jaiber Manjarrez le sugirió trasladarse junto a él a Cali para continuar con sus entrenamientos de una mejor manera. A su llegada a la ciudad, Figueroa vivió en un inquilinato el cual era pagado por su entrenador, al igual que las comidas diarias. Poco tiempo después del inicio de sus entrenamientos, el pesista comenzó a ganar en los campeonatos departamentales, lo cual le hizo ganar el ingreso al programa de alto rendimiento del Instituto de Deporte y Recreación del Valle del Cauca, el cual lo llevó a hospedarse en la casona «Deportel» junto con los demás deportistas apoyados por el programa.  En el año 2000 clasificó a su primer campeonato mundial juvenil en Praga donde terminó quinto. Paralelamente a sus entrenamientos, trabajaba para ayudar con los deberes de su familia en Cartago.  Al año siguiente salió campeón mundial juvenil en Grecia, torneo en el que ganó el oro en el arranque, envión y total. Debido a esto, recibió por parte de Coldeportes un dinero en premios que luego invirtió en la compra de una casa propia para su familia.
En 2004, y debido a una lesión en la rodilla, se le separó del grupo de halterófilos de la selección nacional, por lo que decidió enlistarse en el servicio militar, el cual tuvo que cumplir en Palmira. Durante su tiempo allá consideró ser militar, sin embargo no abandonó el deporte y contó con la autorización de sus superiores para seguir entrenando. Finalmente, llegó a pasar más tiempo en los gimnasios que en los cuarteles, y acabó por representar a las Fuerzas armadas en las competiciones deportivas nacionales con el objetivo de llegar a los Juegos Olímpicos de Atenas. Tras cumplir con el servicio militar, en 2006 regresó a Cali para representar de nuevo al Valle del Cauca en las competiciones nacionales, además de comenzar estudios de Administración de empresas en la Universidad Santiago de Cali, mismos que alterna con su carrera deportiva.

## Trayectoria

### Atenas 2004
En 2003, Figueroa clasificó a sus primeros Juegos Olímpicos. Lo hizo en el Campeonato Mundial de Halterofilia de 2003 de Vancouver.  La preparación previa en los juegos en Atenas la realizó en Cali a principios del año 2004, y la culminó en el Campeonato Panamericano de Halterofilia con sede en la misma ciudad, donde consiguió una marca de 262 kg levantados.  La competencia de los 56 kg de los Juegos Olímpicos de Atenas 2004 se celebró el 15 de agosto, Figueroa tenía una mejor marca personal la lograda en el panamericano,  y estaba precedido de buenos resultados en la división juvenil. En Atenas comenzó a destacarse en su deporte, luego de terminar quinto en la categoría tras terminar con un total levantado de 280 kilos. Con esto emparejó el registro del turco Sedat Artuc quien fue tercero y el búlgaro Vitali Dzerbianiov,  pero perdió la opción de medalla tras tener 75 gramos más de peso corporal que los dos pesistas.

### Grandes resultados y lesión
Luego de su participación en Atenas, Figueroa aún dentro de las fuerzas armadas participó en los Juegos Deportivos Nacionales en representación de estas, subiendo a la categoría de los 62 kg, en una de sus primeras incursiones en ella. Los juegos realizados en Bogotá tuvieron al pesista siendo primero tanto en el arranque como en el envión, ganando el primer lugar en el total y la medalla de oro, superando a su compañero de fuerzas armadas Roger Berrio, quien terminó con la medalla de plata.
En 2005, para los Juegos Bolivarianos de Armenia y Pereira, Figueroa pronunció el juramento de los deportistas en la ceremonia de inauguración en Pereira.  Ya en competencia de los 62 kg realizada el 13 de agosto, el pesista ganó fácilmente con una diferencia total de más 30 kilos sobre el segundo; levantó 135 kilos en el arranque y 165 en el envión, sumando un total de 300 kilos contra 267 de Jesús López, de Venezuela. Ambos levantamientos y su total, fueron nuevos récords bolivarianos. Finalizados los juegos, Figueroa no logró igualar el desempeño de los juegos en los campeonato nacionales, por lo cual quedó por fuera de la delegación colombiana que compitió en el Campeonato Mundial de ese año en Doha.
En el Campeonato Mundial de Halterofilia de 2006, obtuvo la medalla de plata en su categoría de 62 kilogramos luego de levantar un total de 297 kg. El mundial se realizó en Santo Domingo, República Dominicana,  y tuvo a Figueroa como subcampeón, seguido por el también colombiano Diego Salazar. Este resultado es el mejor que haya obtenido un halterófilo colombiano en un campeonato mundial desde el mundial juvenil que él mismo consiguió en 2001. En el mismo año fue también segundo en los Juegos Centroamericanos y del Caribe en Cartagena.
En la antesala al Campeonato Mundial de Halterofilia de 2007 realizado en Chiang Mai, Tailandia, la delegación de pesistas que se preparaba para ir, declaró maltratos psicológicos sufridos por parte del entrenador búlgaro Gantcho Karouskov. Pidieron la destitución de éste y se negaron a participar en el mundial bajo su dirección.  Este hecho motivó a una reunión entre el Comité Olímpico Colombiano, Coldeportes, Fedepesas y los halterófilos colombianos, en donde Figueroa junto a William Solís hicieron de representantes de la delegación que solicitó viajar a Tailandia con el entrenador colombiano Aymer Orozco en reemplazo del búlgaro. En la primera reunión realizada en Cali, los halterófilos dieron sus testimonios a los dirigentes sobre los malos tratos del entrenador, sin llegar a un acuerdo entre ambas partes; sin embargo al día siguiente y tras una extensa reunión, los pesistas decidieron junto con Coldeportes aplazar la decisión sobre el futuro del entrenador búlgaro una vez finalizara el campeonato mundial. Ya en el mundial, Figueroa participó en la prueba de los 62 kg realizada el 19 de septiembre.  El pesista levantó 135 kilos en su primer intento en el arranque; falló los dos siguientes intentando levantar un peso de 140. En el envión salió con 160 kg para alzar en su primer intento, el cual falló, pero que logró en su segundo intento. Su tercer salida con 165 kg fue fallida.   Finalizó la competencia con un total de 295 kg que lo ubicó en el cuarto lugar. Éste resultado, sumado al que consiguió en el mundial de 2006, le dio el cupo a los Juegos Olímpicos de Pekín 2008.
A inicios de 2008 Figueroa tuvo que dejar los entrenamientos debido a una hernia cervical C2 C6. Luego de dos meses de reposo volvió a entrenar, esta vez de manera personalizada con Jaiber Manjarrez. Este hecho motivó al entrenador Gantcho Karouskov, ya ratificado por la Federación Colombiana de Halterofilia,  a separarlo del plantel nacional que iba a Pekín de no incorporarse a sus entrenamientos.  Figueroa decidió someterse al entrenamiento intensificado de Karouskov, el cual ocasionó que la lesión retornara en fuertes dolores lumbares que lo obligaron a usar correas de amarre para los entrenamientos, pero que no podía utilizar en eventos oficiales. Aun así fue habilitado por los médicos de la federación para seguir compitiendo con la delegación colombiana concentrada en Bulgaria que se preparaba para los Juegos Olímpicos realizando fogueos contra pesistas búlgaros en el Campeonato Nacional de ese país.

### Pekín 2008 y recuperación
En los Juegos Olímpicos de 2008 en Pekín, el 11 de agosto se realizaron las competencias de la categoría de los 62 kg, Figueroa llegó al certamen como uno de los favoritos a subir al podio luego de lo hecho en los campeonatos mundiales desde los juegos anteriores. Practicó durante meses con dos kilos más de los necesarios para ser medallista. En el arranque salió a levantar un peso de 128 kg para el primer intento; sin embargo, su mano derecha no le respondió y aparatosamente soltó la barra sin poder llegar a levantarla. En los camerinos le fue vendada su mano derecha, pero la acción se repitió en los dos intentos siguientes. La lesión en la muñeca le impedía agarrar la barra. Previo a los juegos Figueroa había sufrido una parálisis parcial del brazo derecho debido a la hernia cervical de la cual no se recuperó plenamente antes de llegar a Pekín, lo que le afectó los nervios de la muñeca .  La lesión no le permitió completar ninguno de los tres intentos en el arranque, siendo eliminado y sin opción de terminar su participación. Una vez terminada su presentación y aún en los camerinos, Figueroa fue alertado por médicos de la delegación cubana sobre su lesión, la cual se debía a la hernia cervical sufrida anteriormente y existía la posibilidad de que quedara parapléjico de no hacerse una valoración. El pesista fue examinado en la policlínica de la Villa Olímpica, donde se demostró una hernia a la altura C6 y C7. Esta lesión dejó a Figueroa por fuera de la competencia durante seis meses, lapso durante el cual se realizaron los Juegos Deportivos Nacionales en Cali, de los cuales era el campeón en su edición anterior. Su operación se retrasó hasta enero de 2009, año en que se trasladó a Bogotá para ser operado a mediados de febrero, y ser sometido a un procedimiento donde le fue extraído dos centímetros de disco tras veinte minutos de cirugía.
Tras recuperarse de la lesión y haber considerado retirarse de la actividad competitiva, Figueroa volvió a los entrenamientos con su anterior entrenador Jaiber Manjarrez luego de tener nuevos desacuerdos con el entrenador de la selección colombiana Gantcho Karouskov, el cual lo acusó junto con la expesista olímpica María Isabel Urrutia y la prensa, acerca de que su lesión era un invento para cubrir su mala actuación y su débil mentalidad.
La nueva preparación se inició con miras a los Juegos Panamericanos de Guadalajara 2011 en donde se cerraría el ciclo olímpico de Londres 2012. Los primeros títulos tras la lesión los consiguió en los Juegos Bolivarianos de 2009 en Sucre, Bolivia. Figueroa era el actual campeón defensor en la categoría de 62 kg, título que reivindicó adjudicándose el oro. Primero fue el arranque con 137 kilos levantados, y segundo el envión con 170 lo que le dio la medalla de oro en el total, superando los récords bolivarianos que el mismo poseía en cada modalidad desde los juegos pasados En su siguiente participación internacional, el pesista fue cuarto en el Campeonato Mundial de Halterofilia de 2009 en Goyang, con un total de 307 kg levantados, 136 y 168 en arranque y envión respectivamente, siendo el pesista mejor ubicado del continente en el campeonato. Figueroa terminó el año en el quinto lugar del escalafón mundial.
El año 2010 inició con una intervención en la rodilla izquierda, la cual requirió una recuperación de seis meses que lo dejaron fuera de los Juegos Suramericanos de Medellín, y los Juegos Centroamericanos y del Caribe de Mayagüez. Figueroa terminó ese año sin participar en eventos internacionales.
En 2011, un año previo a los Juegos Olímpicos de Londres, el pesista comenzó su preparación para los Juegos Panamericanos en el Campeonato Nacional de Halterofilia, donde fue segundo detrás de Diego Salazar.  Llegados los Panamericanos, fue ganador del oro en la categoría de 62 kilogramos en los juegos de Guadalajara. La prueba la ganó con un nuevo récord panamericano de 312 kg levantados en total. La competencia se realizó el 23 de octubre, iniciando con la prueba de arranque en la que levantó 137 kilos. Más adelante en el envión, en su primer intento levantó 165 kilos, subiendo a 171 el peso en su segundo intento, peso que alzó registrando un nuevo récord panamericano superando el del cubano Vladimir Rodríguez quien había levantado 170 kilos en 1977. A falta de un intento, decidió subir a 175 kilos el peso a levantar; los levantó y quebró el récord que él mismo estableció minutos antes. El total de 312 kg levantados le valió la medalla de oro y otro récord, esta vez el de los 310 kg del también colombiano Sergio Fernández Salazar, registrado desde 1980. Finalizada su participación, Figueroa señaló que el oro era resultado del trabajo con Jaiber Manjarrés y Oswaldo Pinilla, demostrando una vez más no estar de acuerdo con el método de entrenamiento empleado por los búlgaros designados por la federación, quienes habían desprestigiado a los entrenadores colombianos. Una semana después de su medalla en Guadalajara, fue nuevamente cuarto en el Campeonato Mundial de París. Figueroa levantó un total de 308 kg, 138 en arranque y 170 en envión, empatando en la tercera posición con el norcoreano Kim Un-Guk quien tenía 11 gramos menos de peso corporal y desplazó al pesista colombiano al cuarto lugar. Finalizada la temporada de competencias, Figueroa cerró el año como tercero del ranking mundial,  y con las marcas de clasificación a los Juegos Olímpicos de Londres 2012.

### Londres 2012
Para los Juegos Olímpicos de Londres, Figueroa era considerado como una opción de medalla para su país, y fue candidato a abanderado olímpico de la delegación colombiana.  De igual manera, el pesista veía en esta participación una forma de resarcirse por lo ocurrido en Pekín, donde también había ido con grandes posibilidades de medalla. En su preparación para los juegos, compitió en la categoría de 69 kg del Campeonato Panamericano de Halterofilia, en donde levantó 145 y 185 kilos en arranque y envión respectivamente, registrando la mejor marca de la temporada con 330 kilos.  No obstante, el pesista bajó su peso corporal para poder ingresar a la categoría de 62 kg de los Juegos Olímpicos en la que estaba inscrito. 
Los dos meses previos al inicio de los juegos, el peista estuvo concentrado en Valencia, España, bajo un programa en el cual buscaba llegar en la mejor forma posible a Londres aislándose de la prensa durante ese tiempo.  A su llegada a la Villa Olímpica, dio pocas declaraciones a la prensa antes de su participación, y pidió que lo entrevistaran una vez termine ésta.
La competencia de los 62 kg se realizó el 30 de julio en el Centro de Exposiciones ExCeL. En el arranque, Figueroa salió en su primer intento a alzar 137 kg, peso que logró alzar y que subió a 140 para su segunda salida. Esta segunda salida tuvo el mismo resultado; el tercer levantamiento lo fallo al intentar levantar 142 kg, quedando en la tercera posición superado por el norcoreano Kim Un-Guk y el indonesio Irawan Eko respectivamente. Al iniciar el levantamiento en envión, el pesista salió con un peso inicial de 177 kg, el cual superaba el récord olímpico.  Su primer intento fue nulo, al perder su centro y desbalancearse en el levantamiento, seguidamente, en su segunda salida no logró levantar por completo el peso y fallo en el intento. En su última salida levantó los 177 kg y registró un nuevo récord olímpico,  subiendo a la segunda posición de la clasificación igualando a Irawan Eko, pero ganado la posición por tener un menor peso corporal, lo que le valió la medalla de plata con un total de 317 kg levantados.
 

Tras la ceremonia de premiación fue cuestionado acerca del por qué decidió levantar un peso inicial en el envión que superada el récord olímpico, a lo que respondió: 

«Había que darlo todo por el todo por eso salí a levantar 177 kg en envión»

 Añadiendo que el peso inicial era necesario para nivelar lo hecho en el arranque y gradualmente aumentar para poder optar por la medalla de oro, indicó también que iniciará su preparación para llegar a los Juegos Olímpicos de 2016 y buscar ganar una nueva medalla olímpica.
La medalla de plata de Figueroa fue la cuarta medalla olímpica ganada por los halterófilos colombianos en los últimos cuatro Juegos Olímpicos.

### Río de Janeiro 2016
Figueroa comenzó su preparación para Río 2016 tres meses más tarde participando nuevamente en los Juegos Nacionales, esta vez en representación del Valle del Cauca. Su participación terminó con la medalla de oro en arranque, envíon y total, repitiendo lo hecho en su primera participación en 2004.
En 2013, Figueroa comenzó su preparación para el Campeonato Mundial de Halterofilia de ese año. Su entrenamiento en Cali se detuvo durante julio debido a la realización de los Juegos Mundiales con sede en la ciudad. Para éste certamen deportivo se cerraron los escenarios deportivos que albergaban las competencias de los juegos, dejando a los deportistas de las ligas deportivas locales sin un lugar fijo para sus entrenamientos. Este hecho motivó a Figueroa a pensar abandonar la Liga del Valle de no recibir los permisos para continuar su preparación en los coliseos de pesas que eran sedes de los juegos mundiales.
En octubre de 2013 en el Campeonato Mundial realizado en Polonia, Figueroa ganó las medallas de oro y bronce en el envión y el total respectivamente. El pesista levantó 177 kg en el envión y 139 en el arranque; 316 kilos en total que lo clasificó tercero por detrás de Lijun Chen y Kim Un-Guk. El 8 de agosto de 2016, tras levantar 142 kg en arranque y 176 kg en envión, el colombiano cerró su ciclo olímpico de la mejor manera al ganar la medalla de oro en la categoría de menos de 62 kg en los Juegos Olímpicos de Río de Janeiro 2016. De esta forma, se convirtió en el tercer deportista colombiano en conseguir una presea dorada -luego de María Isabel Urrutia en Sídney 2000 y Mariana Pajón en Londres 2012- y el primer hombre en hacerlo.

### Retiro
En una rueda de prensa el 26 de noviembre de 2019, Figueroa anunció su retiro del deporte competitivo.

## Palmarés

### Juegos Olímpicos
- Juegos Olímpicos de 2004
  - Cuarto en la categoría 56 kg.
- Juegos Olímpicos de 2008
  - No finalizó su participación.
- Juegos Olímpicos de 2012
  -  Medalla de plata en la categoría 62 kg.
- Juegos Olímpicos de 2016
  -  Medalla de oro en la categoría 62 kg.

### Campeonato Mundial de Halterofilia
- Campeonato Mundial Juvenil de Halterofilia de 2000
  - Quinto en la categoría de 57 kg.

- Campeonato Mundial Juvenil de Halterofilia de 2001
  -  Medalla de oro en la categoría de 56 kg.

- Campeonato Mundial Juvenil de Halterofilia de 2002
  -  Medalla de bronce en la categoría de 56 kg.

- Campeonato Mundial de Halterofilia de 2006
  -  Medalla de plata en la categoría 62 kg.
    -  Medalla de plata en arranque.

- Campeonato Mundial de Halterofilia de 2007
  - Cuarto en la categoría de 62 kg.

- Campeonato Mundial de Halterofilia de 2009
  - Cuarto en la categoría de 62 kg.

- Campeonato Mundial de Halterofilia de 2011
  - Cuarto en la categoría de 62 kg.

- Campeonato Mundial de Halterofilia de 2013
  -  Medalla de bronce en la categoría de 62 kg.
    -  Medalla de oro en envión.

### Campeonato Panamericano de Halterofilia
- Campeonato Panamericano de Halterofilia de 2008
  -  Medalla de oro en la categoría de 62 kg.
    -  Medalla de oro en envión.
    -  Medalla de plata en arranque.

- Campeonato Panamericano de Halterofilia de 2012
  -  Medalla de oro en la categoría de 69 kg.
    -  Medalla de oro en envión.
    -  Medalla de plata en arranque.

### Juegos Panamericanos
- Juegos Panamericanos de 2011
  -  Medalla de oro en la categoría 62 kg.

### Juegos Centroamericanos y del Caribe
- XX Juegos Centroamericanos y del Caribe
  -  Medalla de plata en la categoría 62 kg.

### Juegos Bolivarianos
- Juegos Bolivarianos de 2005
  -  Medalla de oro en la categoría 62 kg.
    -  Medalla de oro en envión.
    -  Medalla de oro en arranque.

- Juegos Bolivarianos de 2009
  -  Medalla de oro en la categoría 62 kg.
    -  Medalla de oro en envión.
    -  Medalla de oro en arranque.

### Juegos Deportivos Nacionales de Colombia
- Juegos Deportivos Nacionales de Colombia de 2004
  -  Medalla de oro en la categoría 62 kg.
    -  Medalla de oro en envión.
    -  Medalla de oro en arranque.
- Juegos Deportivos Nacionales de Colombia de 2012
  -  Medalla de oro en la categoría 62 kg.
    -  Medalla de oro en envión.
    -  Medalla de oro en arranque.